# Live (The Dear Hunter)
Live è il primo album dal vivo del gruppo musicale statunitense The Dear Hunter, pubblicato il 3 marzo 2015 dalla Equal Vision Records e dalla Cave & Canary Goods.

## Descrizione
Contiene una selezione di dieci brani eseguiti durante il tour 2014 che ha visto il gruppo accompagnato da un quartetto d'archi. L'album, originariamente reso disponibile per il download digitale, è stato pubblicato a sorpresa come segno di ringraziamento verso i fan, come spiegato dal frontman Casey Crescenzo:

## Tracce
1. Bring You Down – 6:31
2. The Procession – 5:39
3. Shame – 5:31
4. Girl – 3:05
5. Home – 4:11
6. The Thief – 4:47
7. Mustard Gas – 4:42
8. Progress – 7:57
9. Where the Road Parts – 4:41
10. Things That Hide Away – 4:28